# Robert Morley
Robert Morley (Sedgehill and Semley, 26 mei 1908 - Reading, 3 juni 1992) was een Engels acteur. 

## Leven en werk

### Opleiding en toneelacteur en -auteur
Morley's vader was majoor in het Britse leger en had voor zijn zoon een carrière in de diplomatie voor ogen. De jonge Morley volgde zijn hart en schreef zich in aan de Royal Academy of Dramatic Art (RADA) in Londen. In die stad debuteerde hij in 1929 als een piraat in een stuk naar de roman Treasure Island (Schateiland). In Oscar Wilde,  Pygmalion (George Bernard Shaw) en The Man Who Came to Dinner schitterde hij telkens in de hoofdrol. In 1935 schreef hij zijn eerste toneelstuk, Short Story. In Broadway maakte hij zijn debuut in 1938 met de herneming van Oscar Wilde. 
Hij schreef meermaals mee aan toneelstukken, het beroemdste was het stuk Edward, my Son dat hij in 1947 samen met Noel Langley had geschreven. Het werd in 1949 onder dezelfde titel (Edward, My Son) verfilmd door George Cukor met Spencer Tracy in de hoofdrol. 

### Voorkomen en acteerstijl
Zijn imposante postuur, rijzig en massief, zijn nasale, geaffecteerde manier van uitspreken, eigen aan de Britse upper class, en zijn gevatheid kwamen hem bijzonder van pas als hij gestalte moest geven aan een aanmatigende notabel, een snobistische of excentrieke edelman of een plechtstatige lord. Met evenveel gemak vertolkte hij een gemaniëreerde grootsprakerige charlatan, een hoogdravende snoever, een windbuil of een lichtzinnige blaaskaak.
Zijn bolstaande fysieke verschijning werd onderstreept door zijn dubbele kin, zijn vlezige hangwangen, zijn dikke lippen en zijn borstelige wenkbrauwen en maakte hem onmiskenbaar aanwezig op het podium en op het grote scherm.

### Typische rollen
Hij werd dan ook dikwijls getypecast in rollen met allure, meestal in (tragi)komische films. In de loop van zijn vruchtbare carrière vertolkte hij meer dan eens aristocraten (keizer, koningen, graaf, hertogen, lords en sirs), hogere (leger)officieren (generaal, kolonels, Duitse officier, politiekapitein, scheepskapitein), conservatieve bewindsmannen (politici, minister, burgemeester, bankgouverneur, diensthoofden van de geheime dienst), vermogende mannen (zaakeigenaars, zakenmannen, magnaat, rijk aandeelhouder, projectontwikkelaar, patriarch), uitoefenaars van een prestigieus vrij beroep (rechters, dokter, psychoanalyticus, wetenschapper, bouwinspecteur, hoofd ruimtevaartorganisatie), deftige slechteriken (misdadigers, oplichter, konkelende zakenpartner en wapenfabrikant) en geestelijken (paus en missionaris), ja zelfs God. Hij gaf ook gestalte aan figuren uit de literatuur zoals dichter, schrijver, toneelproducer, toneelimpresario, toneelcriticus, en uitgever.                         

### Filmacteur

#### Debuut
In 1939 kreeg hij de gelegenheid om in Hollywood Lodewijk XVI van Frankrijk te vertolken in het historisch drama Marie Antoinette (1938), zijn debuutfilm. Zijn vrouw, Marie Antoinette van Oostenrijk, werd gespeeld door Norma Shearer, toen een van de populairste actrices van Hollywood. Morley werd al meteen bedacht met een nominatie voor de Oscar voor beste mannelijke bijrol voor zijn eerste vertolking van een aristocraat.   

#### Jaren veertig
In Major Barbara (1941), de verfilming van George Bernard Shaws gelijknamige stuk, maakte hij indruk als een machtige en rijke wapenfabrikant. In de biopic The Young Mr. Pitt (1942) voerde Carol Reed hem op als de prominente Whig Partypoliticus Charles James Fox, de aartsrivaal van prime minister William Pitt de Jongere. 

#### Drukke jaren vijftig
John Huston deed twee keer een beroep op hem, eerst voor de rol van de broer-missionaris van Katherine Hepburn in de avonturenfilm The African Queen (1951). Twee jaar later kwam Morley African Queen hoofdrolspeler Humphrey Bogart opnieuw tegen in Hustons Beat the Devil (1953), een parodie op de film noir. Hij verving en parodieerde als verlopen oplichter en gangsterleider waardig het personage van  Sydney Greenstreet in The Maltese Falcon, Hustons regiedebuut uit 1941. 
Ook Carol Reed gaf Morley een tweede rol, nu als zakenbehartiger in de dramatische avonturenfilm Outcast of the Islands (1952), naar de gelijknamige roman van Joseph Conrad. In de biopic The Story of Gilbert and Sullivan (1953) belichaamde hij de toneelschrijver en librettist William S. Gilbert, bekend om de komische opera's die hij samen met componist Arthur Sullivan schreef.
In Beau Brummell (1954) incarneerde hij koning George III van het Verenigd Koninkrijk. In deze historische film kruiste hij voor de eerste keer het pad van Peter Ustinov, een ander filmzwaargewicht met wie hij nog meerdere keren werd gecast. De mantel- en degenfilm The Adventures of Quentin Durward (1955), naar een historische roman van Walter Scott, toonde hem voor de derde keer in de rol van een koning: Lodewijk XI van Frankrijk. 
Net zoals zoveel andere acteurs deed hij, als lid van een gentlemen's club en als de gouverneur van de Bank of England, een opgemerkte cameo in de komische en avontuurlijke actiefilm Around the World in Eighty Days (1956), de verfilming van Jules Verne's gelijknamige roman. Het drama The Journey (1959) speelde zich af tijdens de Hongaarse Opstand van 1956. Morley was een van de buitenlandse reizigers die vastzat in de geblokkeerde luchthaven van Boedapest en die een busreis naar Wenen moest maken.

#### Nog drukkere jaren zestig
In de biopic Oscar Wilde (1960) hernam hij de rol van de dandy-schrijver waarmee hij heel wat succes had geoogst op de planken. De muzikale komedie The Young Ones (1961) voerde Morley op als een rijke weinig scrupuleuze projectontwikkelaar die het jeugdhuis van zanger Cliff Richard en zijn vrienden dreigt te slopen en die later de vader van de zanger blijkt te zijn. In The Road to Hong Kong (1962), het laatste deel van de zevendelige komische reeks Road to... met Bob Hope en Bing Crosby, was hij het hoofd van een spionnenorganisatie.
In de misdaadkomedie Murder at the Gallop (1963), gebaseerd op Agatha Christie's After the Funeral (1953) had hij, als directeur van de rijschool en van een hotel, Margaret Rutherford in de rol van Miss Marple als tegenspeelster. Twee jaar later, in The Alphabet Murders (1965), was Morley opnieuw te zien in een humoristische misdaadfilm naar werk van Christie, nu als politiekapitein die Hercule Poirot bijstaat. 
De kraakfilm Topkapi (1964) gaf hem de kans nog eens een misdadiger te vertolken: als specialist in alarmsystemen stond hij Melina Mercouri en Maximilian Schell bij met het roven van een met peperdure juwelen bezette dolk in het Topkapipaleis in Istanboel. In datzelfde jaar verscheen hij als dokter in Of Human Bondage, de derde filmversie van de roman Gekluisterde levens van William Somerset Maugham.
In de komische avonturenfilm Those Magnificent Men in their Flying Machines (1965) gaf hij gestalte aan de adellijke krantenmagnaat die in 1910 een race tussen luchtvaartpioniers organiseerde. Hij vertolkte Mycroft Holmes, de oudere broer van Sherlock, in de thriller A Study in Terror (1965), waarin Holmes Jack the Ripper op de hielen zit. Jacques Becker castte hem in de klassieke rol van lord in de Belmondokomedie Tendre Voyou (1966). Vijfentwintig jaar na hun dubbele samenwerking gaf John Huston hem nog een typische Morley-rol: hertog in de komische avonturenfilm Sinful Davey (1969).

#### Jaren zeventig
Tijdens de jaren zeventig deed Morley het wat kalmer aan. Het prestigieus historisch drama Cromwell (1970) liet Morley toe voor de zoveelste keer een van zijn favoriete rollen te spelen: een man van hogere adel, in casu Edward Montagu, tweede graaf van Manchester, naast Richard Harris' (Oliver Cromwell). De actiefilm When Eight Bells Toll (1971) was gebaseerd op een roman van Alistair MacLean en toonde Morley voor de derde keer in een andere geliefkoosde rol: die van hoofd van de geheime dienst.
In de horrorkomedie Theatre of Blood (1973) vertolkte Morley een van de toneelcritici die Shakespeare-acteur Vincent Price ridiculiseerden. De manier waarop Price zich op hen wreekte deed sterk denken aan de manier waarop een geheimzinnige dader enkele gerenommeerde Europese topkoks om het leven bracht in Who Is Killing the Great Chefs of Europe? (1978). Dankzij zijn rol van hoofdverdachte in deze moordkomedie vond Morley's populariteit een nieuw elan naar het einde van zijn carrière toe. Zijn vertolking van de branieachtige excentrieke lekkerbek en invloedrijke uitgever van een culinair blad werd bedacht met enkele belangrijke Amerikaanse filmprijzen en met een nominatie voor de Golden Globe voor beste mannelijke bijrol.
Voor de fantastische film The Blue Bird (1976), gebaseerd op het gelijknamige toneelstuk van Maurice Maeterlinck, gaf veteraan George Cukor de rol van 'Vader Tijd' aan Morley. De thriller The Human Factor (1979), Otto Premingers laatste film, was gebaseerd op Graham Greenes gelijknamige roman. Morley vertolkte er de corpulente, snoeverige vrolijke Dr. Percival, vertegenwoordiger van een vennootschap maar in werkelijkheid dokter in de wetenschappen en vooral expert in moorden en biologisch gif.

#### Jaren tachtig
Morley's filmactiviteiten namen verder af. Wel verleende hij zijn talent aan enkele televisieseries waarvan  Around the World in 80 Days, een driedelige uitwerking van de originele film uit 1956 (waarin Morley ook verscheen), de bekendste was.

### Toneelacteur en schrijver
Morley was gedurende vijftig jaar regelmatig op de bühne te zien. Hij was ook een begenadigd verteller. Hij schreef heel wat boeken, onder meer vijf volumes met memoires. 

### Privéleven
In 1940 trouwde Morley met Joan Buckmaster, een dochter van de actrice Gladys Cooper. Met haar had hij een dochter, Annabel, en twee zonen, Wilton en Sheridan. Sheridan (1941-2007) was schrijver en toneelcriticus en schreef een boek over zijn vader.
Robert Morley overleed in 1992 op 84-jarige leeftijd aan de gevolgen van een beroerte.

## Filmografie
- 1938 - Marie Antoinette (W.S. Van Dyke)
- 1941 - Major Barbara (Gabriel Pascal)
- 1942 - The Big Blockade (Charles Frend)
- 1942 - The Foreman Went to France (Charles Frend)
- 1942 - The Young Mr. Pitt (Carol Reed)
- 1945 - I Live in Grosvenor Square (Herbert Wilcox)
- 1947 - The Ghosts of Berkeley Square (Vernon Sewell)
- 1949 - The Small Back Room (Michael Powell en Emeric Pressburger)
- 1951 - The African Queen (John Huston)
- 1952 - Outcast of the Islands (Carol Reed)
- 1952 - Curtain Up (Ralph Smart)
- 1953 - The Final Test (Anthony Asquith)
- 1953 - The Story of Gilbert and Sullivan (Sidney Gilliat)
- 1953 - Melba (Lewis Milestone)
- 1953 - Beat the Devil (John Huston)
- 1954 - The Good Die Young (Lewis Gilbert)
- 1954 - The Rainbow Jacket (Basil Dearden)
- 1954 - Beau Brummell (Curtis Bernhardt)
- 1955 - The Adventures of Quentin Durward (Richard Thorpe)
- 1956 - Loser Takes All (Ken Annakin)
- 1956 - Around the World in Eighty Days (Michael Anderson)
- 1958 - Law and Disorder (Charles Crichton)
- 1958 - The Sheriff of Fractured Jaw (Raoul Walsh)
- 1959 - The Journey (Anatole Litvak)
- 1959 - The Doctor's Dilemma (Anthony Asquith)
- 1959 - The Battle of the Sexes (Charles Crichton)
- 1960 - Oscar Wilde (Gregory Ratoff)
- 1961 - The Young Ones (Sidney J. Furie)
- 1962 - Go to Blazes (Michael Truman)
- 1962 - The Road to Hong Kong (Norman Panama)
- 1963 - The Old Dark House (William Castle)
- 1963 - Murder at the Gallop (George Pollock)
- 1963 - Nine Hours to Rama (Mark Robson)
- 1963 - Ladies Who Do (C. M. Pennington-Richards)
- 1963 - Take Her, She's Mine (Henry Koster)
- 1964 - Of Human Bondage (Ken Hughes)
- 1964 - Topkapi (Jules Dassin)
- 1964 - Hot Enough for June (Ralph Thomas)
- 1965 - Genghis Khan (Henry Levin)
- 1965 - Those Magnificent Men in their Flying Machines (Ken Annakin)
- 1965 - The Loved One (Tony Richardson)
- 1965 - A Study in Terror (James Hill)
- 1965 - Life at the Top (Ted Kotcheff)
- 1965 - The Alphabet Murders (Frank Tashlin)
- 1965 - The Dot and the Line: A Romance in Lower Mathematics (Chuck Jones) (verteller van de animatiefilm)
- 1966 - Hotel Paradiso (Peter Glenville)
- 1966 - The Trygon Factor (Cyril Frankel)
- 1966 - Tendre Voyou (Jean Becker)
- 1966 - Way...Way Out (Gordon Douglas)
- 1967 - Woman Times Seven (Vittorio De Sica)
- 1968 - Luther (Stuart Burge) (televisiefilm)
- 1968 - Hot Millions (Eric Till)
- 1969 - Some Girls Do (Ralph Thomas)
- 1969 - Sinful Davey (John Huston)
- 1969 - Twinky (Richard Donner)
- 1970 - Doctor in Trouble (Ralph Thomas)
- 1970 - Cromwell (Ken Hughes)
- 1970 - Song of Norway (Andrew L. Stone)
- 1971 - When Eight Bells Toll (Étienne Périer)
- 1973 - Theatre of Blood (Douglas Hickox)
- 1974 - Great Expectations (Joseph Hardy) (televisiefilm)
- 1976 - Hugo the Hippo (William Feigenbaum en József Gémes) (stem in de animatiefilm)
- 1976 - The Blue Bird (George Cukor)
- 1978 - Who Is Killing the Great Chefs of Europe? (Ted Kotcheff)
- 1979 - The Human Factor (Otto Preminger)
- 1979 - Scavenger Hunt (Michael Schultz)
- 1981 - The Great Muppet Caper (Jim Henson)
- 1982 - The Old Men at the Zoo (televisieserie)
- 1983 - High Road to China (Brian G. Hutton)
- 1984 - Second Time Lucky (Michael Anderson)
- 1985 - Alice in Wonderland (Harry Harris) (tweedelige televisiefilm)
- 1986 - The Wind (Nico Mastorakis)
- 1987 - The Trouble with Spies (Burt Kennedy)
- 1988 - Little Dorrit (Christine Edzard)
- 1988 - War and Remembrance (Dan Curtis) (televisieserie)
- 1989 -  Around the World in 80 Days (Buzz Kulik) (driedelige televisieserie)

## Publicaties van Robert Morley
- A Reluctant Autobiography, Simon and Schuster, 1966
- Robert Morley en Sewell Stokes: Responsible Gentleman, Heinemann, London, 1966 (met Sewell Stokes)
- A musing Morley, Selected Writings, Robson Books, London, 1974
- The Robert Morley bedside reader, H. Regnery, 1976
- Morley Marvels, Coronet Books, 1978
- Book Of Bricks, Putnam, 1979
- Book of Worries, Weidenfeld and Nicolson, London, 1979
- Morley Matters, Robson Books, London, 1980
- Worry: How to kick the serenity habit in 98 easy steps, Putnam, 1981
- Second Book of Bricks, Littlehampton Book Services Ltd, 1981
- More Morley, Coronet Book, 1981
- Pardon Me, but You're Eating My Doily! and Other Embarrassing Moments of Famous People, St Martins Pr, 1983
- The Pleasures of Age (autobiografie), Coronet Books, 1989
- Around the World in 81 Years, Coronet, 1991

## Biografie
- Margaret Morley: Larger Than Life: Biography of Robert Morley,  Robson Books Ltd, London, 1979
- Sheridan Morley: Robert, my Father, Weidenfeld & Nicolson Ltd, London, 1994

- Bibsys: 90606770
- Biblioteca Nacional de España: XX1398860
- Bibliothèque nationale de France: cb13897722r (data)
- Gemeinsame Normdatei: 122309359
- International Standard Name Identifier: 0000 0001 1739 506X
- Library of Congress Control Number: n79054699
- Nationale Bibliotheek van Tsjechië: xx0050904
- Nationale bibliotheek van Australië: 35362965
- Nationale Bibliotheek van Israël: 987007322155805171
- Nederlandse Thesaurus van Auteursnamen: 127171533
- Réseau des bibliothèques de Suisse occidentale: 02-A003610509
- SNAC: w6gs0trw
- Système universitaire de documentation: 059402180
- Trove: 926082
- Union List of Artist Names: 500449508
- Virtual International Authority File: 5118451
- WorldCat: E39PBJrchw66BRR8qxDrk4ckjC